# Campionato mondiale di trial 2006
Il mondiale di trial 2006 si è svolto, come sempre, su una singola categoria di cilindrata, senza limitazione (il mondiale 125 viene considerato un campionato minore).
I campionati tuttavia risultano 2, uno outdoor, ossia il classico mondiale all'aperto e uno indoor, corso principalmente in inverno in palazzetti o piazzali dove gli ostacoli la superare sono dei manufatti costruiti dall'uomo come blocchi di cemento, gomme di escavatrici, cassoni, tubature in cemento, ecc.
Il mondiale di trial viene spesso indicato con la sigla WCT, World Championship of Trial.

## Mondiale Outdoor

### Gran premi del 2006
|    | Nome                          | Paese       | Località           | Data         |
| 1  | Gran Premio di Spagna         | Spagna      | Nigrán             | 2 aprile     |
| 2  | Gran Premio del Portogallo    | Portogallo  | Mortágua           | 9 aprile     |
| 3  | Gran Premio degli Stati Uniti | Stati Uniti | Sequatchie         | 20/21 maggio |
| 4  | Gran Premio del Giappone      | Giappone    | Motegi             | 03/4 giugno  |
| 5  | Gran Premio di Francia        | Francia     | La Châtre          | 25 giugno    |
| 6  | Gran Premio d'Italia          | Italia      | Darfo Boario Terme | 2 luglio     |
| 7  | Gran Premio di Polonia        | Polonia     | Myślenice          | 9 luglio     |
| 8  | Gran Premio del Regno Unito   | Regno Unito | Hawkstone Park     | 30 luglio    |
| 9  | Gran Premio di Andorra        | Andorra     | la Rabassa         | 3 settembre  |
| 10 | Gran Premio del Belgio        | Belgio      | Spa Francorchamps  | 24 settembre |

### Piloti iscritti al Mondiale nel 2006
|    | Pilota            | Costruttore | Moto        | Cilindrata | Motore |
| -- | ----------------- | ----------- | ----------- | ---------- | ------ |
| 1  | Adam Raga         | GasGas      | TXT Pro 300 | 294 cc     | 2T     |
| 2  | Takahisa Fujinami | Montesa     | Cota 4RT    | 249 cc     | 4T     |
| 3  | Albert Cabestany  | Sherco      | Trial 2.9   | 272 cc     | 2T     |
| 4  | Dougie Lampkin    | Montesa     | Cota 4RT    | 249 cc     | 4T     |
| 5  | Antonio Bou       | Beta        | Rev 3 270   | 274,5 cc   | 2T     |
| 6  | Jeroni Fajardo    | GasGas      | TXT Pro 280 | 272 cc     | 2T     |
| 7  | Marc Freixa       | Beta        | Rev 3 270   | 274,5 cc   | 2T     |
| 8  | Tadeusz Blazusiak | Scorpa      | SY 250      | 250 cc     | 2T     |
| 9  | James Dabill      | Beta        | Rev 3 270   | 274,5 cc   | 2T     |
| 10 | Shaun Morris      | GasGas      |             |            | 2T     |

### Classifica finale piloti
| Pos | Pilota            | Moto    | ESP | POR | USA | USA | JPN | JPN | FRA | ITA | POL | GBR | AND | BEL | Punti |
| --- | ----------------- | ------- | --- | --- | --- | --- | --- | --- | --- | --- | --- | --- | --- | --- | ----- |
| 1   | Adam Raga         | GasGas  | 2   | 2   | 1   | 1   | 2   | 2   | 4   | 5   | 2   | 2   | 3   | 1   | 201   |
| 2   | Takahisa Fujinami | Montesa | 6   | 1   | 6   | 5   | 4   | 4   | 2   | 1   | 1   | 1   | 2   | 4   | 184   |
| 3   | Albert Cabestany  | Sherco  | 4   | 6   | 5   | 4   | 3   | 1   | 5   | 2   | 3   | 3   | 1   | 2   | 177   |
| 4   | Dougie Lampkin    | Montesa | 3   | 3   | 2   | 2   | 5   | 3   | 1   | 6   | 4   | 4   | 4   | 6   | 169   |
| 5   | Antonio Bou       | Beta    | 1   | 4   | 3   | 6   | 1   | 7   | 3   | 4   | 7   | 5   | 6   | 3   | 160   |
| 6   | Jeroni Fajardo    | GasGas  | 5   | 5   | 4   | 3   | 9   | 8   | 6   | 3   | 6   | 7   | 5   | 5   | 131   |
| 7   | Marc Freixa       | Beta    | 7   | 10  | 7   | 7   | 7   | 10  | 7   | 7   | 5   | 6   | 7   | 7   | 105   |
| 8   | Tadeusz Blazusiak | Scorpa  | 8   | 9   | 10  | 10  | 8   | 12  | 9   | 10  | 8   | 8   | 8   | 9   | 83    |
| 9   | James Dabill      | Beta    | 11  | 7   | 8   | 8   | 12  | 14  | 8   | 8   | 9   | 9   | 10  | 8   | 80    |
| 10  | Shaun Morris      | GasGas  |     |     | 9   | 9   | 13  |     | 10  | 9   | 10  | 11  | 9   | 10  | 54    |
| Pos | Pilota            | Moto    | ESP | POR | USA | USA | JPN | JPN | FRA | ITA | POL | GBR | AND | BEL | Punti |

### Classifica finale costruttori
| Pos | Casa    | Paese    | ESP | POR | USA | USA | JPN | JPN | FRA | ITA | POL | GBR | AND | BEL | Punti |
| --- | ------- | -------- | --- | --- | --- | --- | --- | --- | --- | --- | --- | --- | --- | --- | ----- |
| 1   | Montesa | Spagna   | 25  | 35  | 27  | 28  | 24  | 28  | 37  | 30  | 33  | 33  | 30  | 23  | 353   |
| 2   | GasGas  | Spagna   | 28  | 28  | 33  | 35  | 24  | 25  | 23  | 26  | 27  | 26  | 26  | 31  | 332   |
| 3   | Beta    | Italia   | 25  | 21  | 24  | 19  | 29  | 15  | 24  | 23  | 20  | 21  | 19  | 24  | 264   |
| 4   | Sherco  | Spagna   | 13  | 10  | 11  | 13  | 15  | 21  | 15  | 17  | 17  | 21  | 23  | 21  | 197   |
| 5   | Scorpa  | Francia  | 17  | 13  | 6   | 6   | 18  | 15  | 9   | 11  | 8   | 8   | 8   | 10  | 129   |
| 6   | Honda   | Giappone |     |     |     |     | 11  | 17  |     |     |     |     |     |     | 28    |
| 7   | Yamaha  | Giappone |     |     |     |     | 1   | 5   |     |     |     |     |     |     | 6     |
| Pos | Casa    | Paese    | ESP | POR | USA | USA | JPN | JPN | FRA | ITA | POL | GBR | AND | BEL | Punti |

### Legenda
| Pos   | 1  | 2  | 3  | 4  | 5  | 6  | 7 | 8 | 9 | 10 | 11 | 12 | 13 | 14 | 15 |
| Punti | 20 | 17 | 15 | 13 | 11 | 10 | 9 | 8 | 7 | 6  | 5  | 4  | 3  | 2  | 1  |

## Mondiale Indoor

### Gran premi del 2006
|    | Nome                        | Paese       | Località        | Data        |
| 1  | Gran Premio del Regno Unito | Regno Unito | Sheffield       | 7 gennaio   |
| 2  | Gran Premio di Francia      | Francia     | Marsiglia       | 13 gennaio  |
| 3  | Gran Premio di Spagna       | Spagna      | Granada         | 22 gennaio  |
| 4  | Gran Premio d'Italia        | Italia      | Milano          | 29 gennaio  |
| 5  | Gran Premio di Spagna       | Spagna      | Barcellona      | 5 febbraio  |
| 6  | Gran Premio d'Irlanda       | Irlanda     | Belfast         | 10 febbraio |
| 7  | Gran Premio di Russia       | Russia      | San Pietroburgo | 12 febbraio |
| 8  | Gran Premio di Spagna       | Spagna      | Mahón           | 18 febbraio |
| 9  | Gran Premio di Portogallo   | Portogallo  | Lisbona         | 25 febbraio |
| 10 | Gran Premio del Brasile     | Brasile     | San Paolo       | 4 marzo     |
| 11 | Gran Premio d'Argentina     | Argentina   | Buenos Aires    | 11 marzo    |
| 12 | Gran Premio di Spagna       | Spagna      | Madrid          | 18 marzo    |

## Trial Des Nations
Il Trial Des nations (spesso abbreviato TDN) è stato disputato in terra francese, precisamente nella località di Bréal-sous-Montfort.
La vittoria è andata alla selezione spagnola che ha dominato l'evento vincendolo con una notevole facilità e soprattutto con uno scarto di punti tra loro e i secondi classificati enorme.
| Pos | Selezione Nazionale | Pilota             | Moto    | Giro 1 | Giro 2 | Punti |
| --- | ------------------- | ------------------ | ------- | ------ | ------ | ----- |
| 1   | Spagna              | Adam Raga          | GasGas  | 4      | 14     | 18    |
| 1   | Spagna              | Albert Cabestany   | Sherco  | 4      | 14     | 18    |
| 1   | Spagna              | Antonio Bou        | Beta    | 4      | 14     | 18    |
| 1   | Spagna              | Jeroni Fajardo     | GasGas  | 4      | 14     | 18    |
| 2   | Regno Unito         | James Dabill       | Beta    | 20     | 42     | 62    |
| 2   | Regno Unito         | Dougie Lampkin     | Montesa | 20     | 42     | 62    |
| 2   | Regno Unito         | Graham Jarvis      | Sherco  | 20     | 42     | 62    |
| 2   | Regno Unito         | Shaun Morris       | GasGas  | 20     | 42     | 62    |
| 3   | Giappone            | Takahisa Fujinami  | Montesa | 64     | 57     | 121   |
| 3   | Giappone            | Tsuyoshi Ogawa     | Montesa | 64     | 57     | 121   |
| 3   | Giappone            | Fumitaka Nozaki    | Yamaha  | 64     | 57     | 121   |
| 4   | Italia              | Diego Bosis        | Montesa | 69     | 60     | 129   |
| 4   | Italia              | Daniele Maurino    | GasGas  | 69     | 60     | 129   |
| 4   | Italia              | Fabio Lenzi        | Montesa | 69     | 60     | 129   |
| 4   | Italia              | Michele Orizio     | Scorpa  | 69     | 60     | 129   |
| 5   | Francia             | Jerome Bethune     | Beta    | 73     | 59     | 132   |
| 5   | Francia             | Bruno Camozzi      | GasGas  | 73     | 59     | 132   |
| 5   | Francia             | Christophe Bruand  | Sherco  | 73     | 59     | 132   |
| 5   | Francia             | Christophe Camozzi | GasGas  | 73     | 59     | 132   |
| Pos | Selezione Nazionale | Pilota             | Moto    | Giro 1 | Giro 2 | Punti |